# マルキ・ド・サド
マルキ・ド・サド（Marquis de Sade, 1740年6月2日 - 1814年12月2日）は、フランス革命期の貴族、小説家。マルキはフランス語で侯爵の意であり、正式な名は、ドナスイェン・アルフォーンス・フランソワ・ド・サド (Donatien Alphonse François de Sade [dɔnaˈsjɛ̃ alˈfɔ̃ːs fʀɑ̃ˈswa dəˈsad])。
サドの作品は暴力的なポルノグラフィーを含み、道徳的に、宗教的に、そして法律的に制約を受けず、哲学者の究極の自由（あるいは放逸）と、個人の肉体的快楽を最も高く追求することを原則としている。サドは虐待と放蕩の廉で、パリの刑務所と精神病院に入れられた。バスティーユ牢獄に11年、コンシェルジュリーに1か月、ビセートル病院（刑務所でもあった）に3年、要塞に2年、サン・ラザール監獄に1年、そしてシャラントン精神病院に13年入れられた。サドの作品のほとんどは獄中で書かれたものであり、しばらくは正当に評価されることがなかったが、現在は高い評価を受けている。サディズムという言葉は、彼の名に由来する。

## 生涯

### 生い立ちと教育

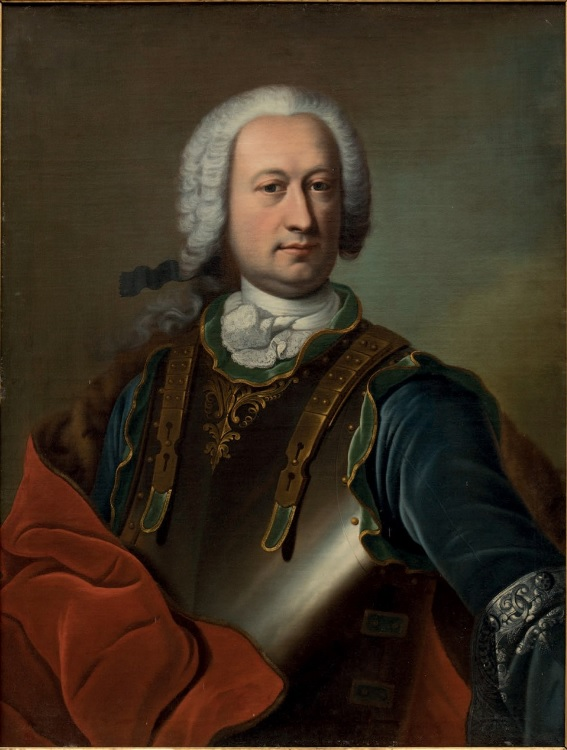
父のサド伯爵、1750年ごろ。

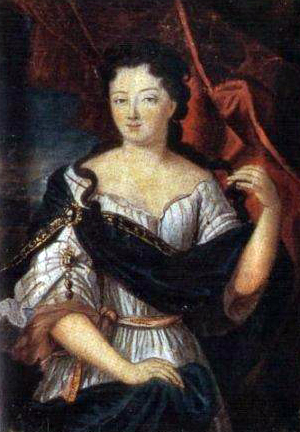
母マリー＝エレオノール。

マルキ・ド・サドは、パリのオテル・ド・コンデかつてのコンデ公の邸宅、現在のパリ6区コンデ通りとヴォージラール通り付近）にて、サド伯爵ジャン・バティスト・フランソワ・ジョセフと、マリー・エレオノール・ド・マイエ・ド・カルマン（コンデ公爵夫人の女官。宰相リシュリューの親族）の間に生まれた。彼は伯父のジャック・ド・サド修道士による教育を受けた。サドは後にイエズス会のリセに学んだが、軍人を志して七年戦争に従軍し、騎兵連隊の大佐となって闘った。
1763年に戦争から帰還すると同時に、サドは金持ちの治安判事の娘に求婚する。しかし、彼女の父はサドの請願を拒絶した。その代わりとして、彼女の姉ルネ・ペラジー・コルディエ・ド・ローネー・ド・モントルイユとの結婚を取り決めた。結婚後、サドは息子2人と娘を1人もうけた。
1766年、サドはプロヴァンスのラコストの自分の城に、私用の劇場を建設した。サドの父は1767年1月に亡くなった。

### 牢獄と病院
サド家は伯爵から侯爵となった。祖父ギャスパー・フランスワ・ド・サドは最初の侯爵であった。時折、資料では「マルキ・ド・マザン」と表記される。
サドは「復活祭の日に、物乞いをしていた未亡人を騙し暴行（アルクイユ事件）」「マルセイユの娼館で乱交し、娼婦に危険な媚薬を飲ます」などの犯罪行為を犯し、マルセイユの娼館の件では「毒殺未遂と肛門性交の罪」で死刑判決が出ている。1778年にシャトー・ド・ヴァンセンヌに収監され、1784年にはバスティーユ牢獄にうつされた。
獄中にて精力的に長大な小説をいくつか執筆した。それらは、リベラル思想に裏打ちされた背徳的な思弁小説であり、エロティシズム、徹底した無神論、キリスト教の権威を超越した思想を描いた小説でもある。だが、『ソドム百二十日あるいは淫蕩学校』をはじめ、淫猥にして残酷な描写が描かれた作品が多いため、19世紀には禁書扱いされており、ごく限られた人しか読むことはなかった。
サドは革命直前の1789年7月2日、バスティーユから「彼らはここで囚人を殺している！」と叫び、革命のきっかけの一つを作ったと言われる。間もなくシャラントン精神病院にうつされたが、1790年に解放された。当初共和政を支持したが、彼の財産への侵害が行われると次第に反共和政的になった。1793年12月5日から1年間は投獄されている。1801年、ナポレオン・ボナパルトは、匿名で出版されていた『ジュスティーヌあるいは美徳の不幸』と『ジュリエット物語あるいは悪徳の栄え』を書いた人物を投獄するよう命じた。サドは裁判無しに投獄され、1803年にシャラントン精神病院に入れられ、1814年に没するまでそこで暮らした。

## 評価
サドの作品は、作者の精神状態を反映してか特に暴力的な描写において文法的に破綻を来してしまっているようなところが数多いが、20世紀に入ってから、そういった点がシュルレアリストたちによって再評価され、全集の出版が行われることになる。日本には木々高太郎や式場隆三郎、田辺貞之助、「丸木砂土」こと秦豊吉、遠藤周作、澁澤龍彦、片山正樹たちによって紹介された。澁澤による『悪徳の栄え』の翻訳出版を巡って引き起こされた悪徳の栄え事件は、澁澤側の有罪（罰金刑）を以て終わった。
河出文庫などから出版されている澁澤の翻訳は、全訳ではなく抄訳のものが多い。水声社からサド全集が刊行中であるほか、全訳をうたった抄訳も出版されている。異常心理学の研究者である佐藤晴夫が全訳を試みたものが未知谷や青土社から出版されている。

## 影響
オーストリアの精神医学者リヒャルト・フォン・クラフト＝エビングは、「異常性欲」について、「フェティシズム」「同性愛」「サディズム」「マゾヒズム」の4つに分類している。このうちの「サディズム」は、相手に対して、精神的で身体的な屈辱と苦痛を与えることによって性的な快楽や満足を得ることを意味し、サドの名前に因んで名付けられた。

## 主な作品
- ソドム百二十日あるいは淫蕩学校
- アリーヌとヴァルクールあるいは哲学小説
- ジュスティーヌあるいは美徳の不幸
- 新ジュスティーヌあるいは美徳の不幸
- ジュリエット物語あるいは悪徳の栄え
- 閨房哲学
- ジェローム神父の物語
- ブリザ・テスタの物語
- 恋の罪
- 悲惨物語 ユージェニー・ド・フランヴァル
- 司祭と臨終の男との対話

### 日本語訳
- 『ソドムの百二十日』
  - 大場正史訳、新流社、世界セクシー文学全集 1962年
  - 澁澤龍彦訳、桃源社、1965年（角川文庫、1976年、富士見ロマン文庫、1983年／河出文庫、1991年）
  - 佐藤晴夫訳、青土社、1990年

- 『ジュスチーヌあるいは美徳の不幸』
  - 『ジュスチイヌ』澁澤龍彦訳、河出書房、1956年（「美徳の不幸」角川文庫、富士見ロマン文庫）
 「新ジュスティーヌ」河出文庫、1987年、「美徳の不幸」河出文庫、1992年　※抄訳
  - 佐藤晴夫訳『ジュスチーヌ物語又は美徳の不幸』、未知谷、1991年
  - 『ジュスチーヌまたは美徳の不幸』植田祐次訳、岩波文庫、2001年

- 『悪徳の栄え』
  - 澁澤龍彦訳、現代思潮社 正・続、1959年ほか、のち新版（角川文庫、1975年）
「ジュリエット物語あるいは悪徳の栄え」富士見ロマン文庫、1985年／河出文庫、1990年）各・上下 ※抄訳
  - 佐藤晴夫訳、未知谷、1992年

- 『閨房哲学』
  - 澁澤龍彦訳（桃源社、1966年）、角川文庫、1976年、復刊1989年／河出文庫、1992年
  - 『閨房の哲学』 佐藤晴夫訳、未知谷、1992年
  - 小西茂也訳、一穂社（新版）、2007年
  - 関谷一彦訳、人文書院、2014年
  - 『閨房の哲学』 秋吉良人訳、講談社学術文庫、2019年

- 『アリーヌとヴァルクール又は哲学小説』
  - 佐藤晴夫訳、未知谷、1994年

- 『食人国旅行記』（澁澤龍彦訳、桃源社、1963年）河出文庫、1987年
- 『恋の罪』（澁澤龍彦訳、桃源社、1963年）角川文庫、河出文庫、1988年
- 『短篇集 恋の罪』 植田祐次訳、岩波文庫、1996年

- 『サド全集』（水声社、1995年-）、※下記の巻が刊行
  - 「6　恋の罪、壮烈悲惨物語」私市保彦・橋本到訳、2011年
  - 「7　こぼれ話、物語、笑い話 他」橋本到・太原孝英訳、2021年
  - 「8・9　アリーヌとヴァルクールあるいは哲学的物語」上下、原好男訳、1998年
  - 「10　ガンジュ侯爵夫人」橋本到訳、1995年
  - 「11　フランス王妃イザベル・ド・バヴィエール秘史 他」原好男・中川誠一訳、2014年

## 映像化作品
- ソドムの市 - ピエル・パオロ・パゾリーニ監督（Salò o le 120 Giornate di Sodoma - Pier Paolo Pasolini）
- 銀河 - ルイス・ブニュエル監督（La Voie lactée - Luis Buñuel）
- 悪徳の栄え - ロジェ・ヴァディム監督（La Vice et la Vertu - Roger Vadim）
- 悪徳の栄え - 実相寺昭雄監督
- 悦楽禁書（Marquis de Sade - Gwyneth Gibby）
- ジュスティーヌあるいは美徳の不幸 - ジェス・フランコ監督（Justine - ess Franco）
- マルキ・ド・サドのジュスティーヌ - クロード・ピアソン監督（Justine de Sade）
- 女地獄 森は濡れた - 神代辰巳監督（Nouvelle Justine）

## 漫画化作品
- 恋の罪 -エルネスティナ- （2017年 - 2019年 全3巻 講談社 如月芳規）

## 伝記
- 式場隆三郎『愛の異教徒 マルキ・ド・サドの生涯と芸術』綜合出版社 1947
- 式場隆三郎『サド侯爵夫人』鱒書房 1956
- 澁澤龍彦『サド侯爵の生涯 牢獄文学者はいかにして誕生したか』桃源社 1965
　『サド侯爵の生涯』 中公文庫（改訂版）1983、新版2020
  - 訳・解説『サド侯爵の手紙』筑摩書房 1980。ちくま文庫 1988
  - 澁澤龍彦『サド侯爵あるいは城と牢獄』河出文庫 2004。文庫新編
- ジェフリー・ゴーラ『マルキ・ド・サド その生涯と思想』大竹勝訳 荒地出版社 1966
- ジルベール・レリー『サド侯爵 その生涯と作品の研究』澁澤龍彦訳 筑摩叢書 1970。ちくま学芸文庫 1998
- ヴァルター・レニッヒ『サド侯爵』飯塚信雄訳 理想社 1972
- ジャン=ジャック・ブロシエ『サド』山辺雅彦訳 審美社 1975
- ジャン=ジャック・ポーヴェール『サド侯爵の生涯』全3巻、長谷泰訳 河出書房新社 1998、新版2012
- フィリップ・ソレルス『サド侯爵の幻の手紙　至高存在に抗するサド』鈴木創士訳 せりか書房 1999
- シャンタル・トマ『サド侯爵 新たなる肖像』田中雅志訳 三交社 2006

## サドを扱った作品

### 書籍
- サド裁判／石井恭二、澁澤龍彦 ほか。現代思潮社
- サドは有罪か／シモーヌ・ド・ボーヴォワール。白井健三郎訳 現代思潮新社
- 我が隣人サド／ピエール・クロソウスキー。豊崎光一訳、晶文社
- Donatien Alphonse Francois, marquis de Sade／モーリス・ルヴェル (Maurice Lever)
- サド侯爵とその時代／イワン・ブロッホ
- エロスの彼方の世界─サド侯爵／オクタビオ・パス。西村英一郎訳 土曜美術社出版販売
- ロートレアモンとサド/　モーリス・ブランショ。小浜俊郎訳　国文社

### 演小説
- マルキ／アンリ・グゾヌー監督 (MARQUIS)
- マルキ・ド・サドの演出のもとにシャラントン精神病院患者たちによって演じられたジャン＝ポール・マラーの迫害と暗殺 - ピーター・ブルックの戯曲で1967年には映画化されている。
- 藤本ひとみ  - 『侯爵サド夫人』『侯爵サド』。各・文藝春秋のち文春文庫。

### ビデオゲーム
- アサシン クリード ユニティ